# ミラクルミネラルソリューション

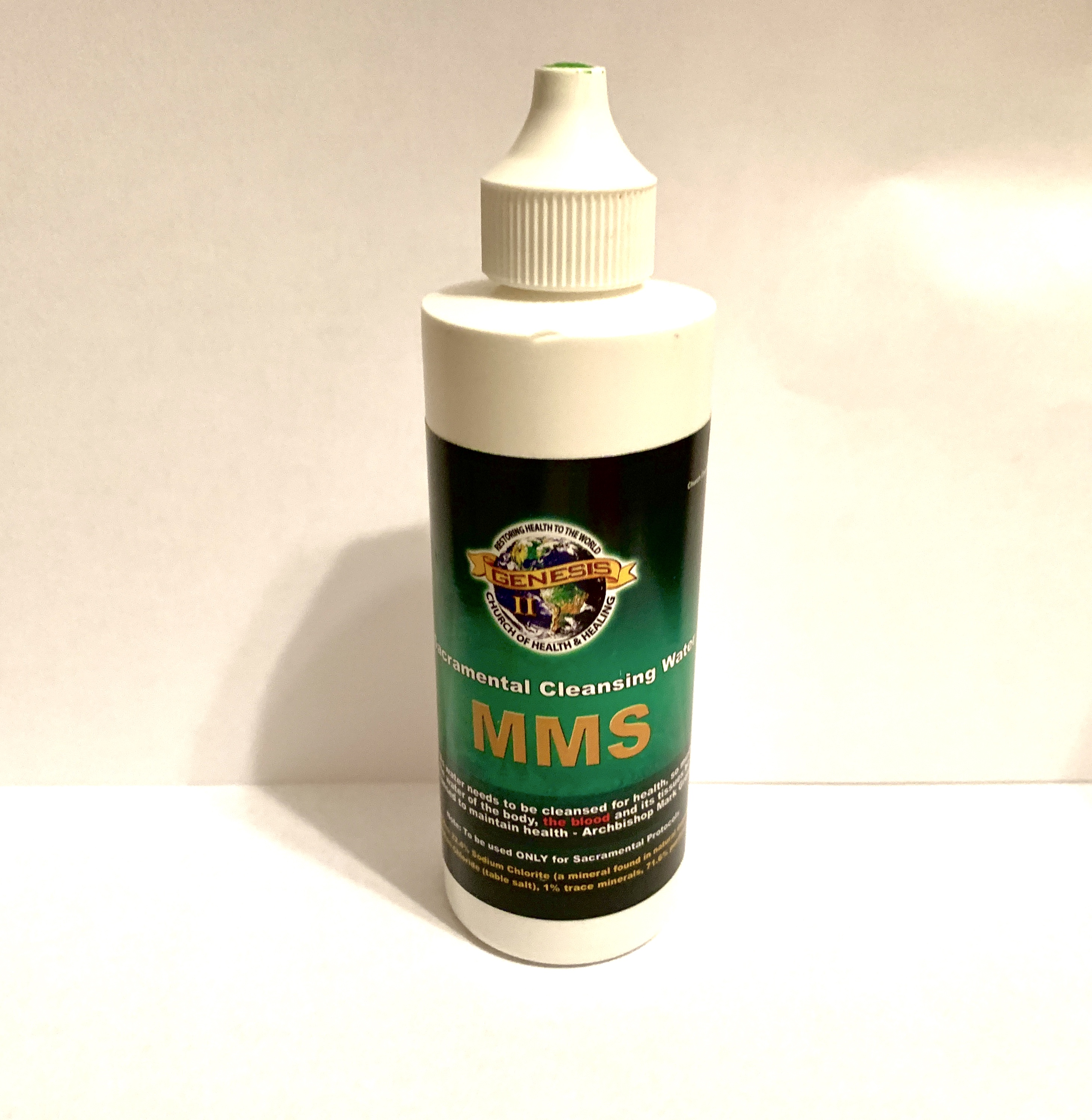
商品の例

ミラクルミネラルサプリメント（英:Miracle Mineral Supplement、略称MMS）とは、産業用漂白に用いる二酸化塩素 の名称で、しばしばミラクルミネラルソリューションやマスターミネラルソリューションやCDプロトコルとも称される。亜塩素酸ナトリウムと酸（クエン酸、柑橘類の果汁など）を混合することによって作られる。この混合が二酸化塩素を産生するので、「多量の経口投与」においては脱水症状による吐き気、嘔吐、下痢、命に関わる低血圧を引き起こしかねない有毒化学物質である。
MMSの主成分である亜塩素酸ナトリウムは、摂取すると急性腎不全を引き起こしかねない有毒化学物質である。1グラム程度の少量の摂取で、吐き気、嘔吐、小腸や大腸の内側の粘膜の脱落（いわゆる「ロープワーム」の形成）が生じ、さらにグルコース-6-リン酸脱水素酵素欠損症の患者では命に関わる溶血が引き起こされる可能性がある。
アメリカ合衆国環境保護庁は飲料水中の二酸化塩素の基準値を 0.8 mg/L以下に設定している。オーストラリア・ニューサウスウェールズ州毒物情報センターの理事を務めるNaren Gunjaは、この製品の使用は「濃縮された漂白剤を飲むようなもの」であり、使用者は嘔吐、腹痛、下痢といった腐食性傷害と同様の症状を示すと述べた。
MMSは、HIV、マラリア、肝炎ウイルス、H1N1型インフルエンザウイルス、風邪、自閉症、ニキビ、がんやその他諸々に対する治療薬となるという虚偽の宣伝がなされている。その名称は元サイエントロジー信者ジム・ハンブル（Jim Humble）による自費出版書籍 『The Miracle Mineral Solution of the 21st Century』 で作り出されたものである。これらの主張に対する臨床試験は行われておらず、経験談とハンブルの書籍にのみ基づいている。2010年1月シドニー・モーニング・ヘラルド紙は、ある販売店が医薬品としての使用を禁止する規制を作らせまいと、書面ではハンブル氏のいかなる主張も繰り返さないことを容認したと報道した。販売者らは、医療規制を逃れる目的で時おりMMSを水質浄化剤だと記載することがある。国際赤十字赤新月社連盟は、マラリアと闘うためにMMSが使用されたというMMS促進者達の報告を「最も強い言葉で」否定した。2016年にハンブルは、MMSが「何の治療にもならない」と発言した。2019年8月アメリカ食品医薬品局（FDA）は、2010年に出されたMMS製品に対する警告を繰り返し、MMSを「漂白剤を飲むのと同じ」と説明した。
また日本においても厚生労働省は、海外において有害事象の発生が報告されているため、個人輸入による安易な使用を控えるよう注意喚起を行っている。

## 安全性と法的問題
ガーディアン紙はMMSについて、「極めてやっかいな物質で、与えられる医学的アドバイスとしては、この製品を持っている人はすぐにそれを使用するのをやめ、捨てるべきである。カナダでは、命に関わる反応を引き起こした後、禁止された」と説明した。2009年8月、アメリカ人の夫とともにバヌアツをヨットで旅行していたメキシコ人の女性は、マラリアの予防のためにMMSを摂取した。彼女は15分以内に気分が悪くなり、12時間以内に死亡した。バヌアツの検察官Kayleen TavoaはMMSの持ち込みを禁止する法律が存在しないため告訴を行わなかったものの、「全ての事件は個別に判断されるが、将来バヌアツでMMSの誤用を行った人物は重大な犯罪の可能性があるとして起訴されるであろうを助言しておく。飲もうとしているものが何であるのか、そしてそれを飲んだ際に生じうる重篤な健康リスクについて助言を行うことなしに、他の人にMMSを飲用のために与えてはならない」と助言した。
2008年、60歳のカナダ人男性がMMSに対して命に関わる反応を起こした後、入院した。MMSは亜塩素酸ナトリウムの許容量を200倍超過しているという2010年5月の勧告を受け、カルガリーに本拠を置く供給元はすぐさま供給を停止した。2012年2月の「カナダでは亜塩素酸ナトリウムを含む治療薬のヒトへの経口投与は承認されていない」という警告を受け、1つのウェブサイトが閉鎖された。イギリスでは、カナダ保健省とFDAの警告を受けて英国食品基準庁が警告を発し、「MMSは28%亜塩素酸ナトリウム溶液であり、これは工業的強度の漂白剤に相当する。指示通りの服用によって重度の吐き気、嘔吐と下痢が引き起こされる可能性があり、脱水や低血圧に至る可能性もある。もし溶液が指示よりも希釈されていなかった場合、胃腸と赤血球を傷害し、呼吸不全に至る可能性がある」と述べた。指示より希釈されていても有害であるかもしれないが、その可能性は低くなる。食品基準庁はその後もMMSへの警告を繰り返し、類似製品Chlorine Dioxide Solution（CDS）もその中へ含められた。
販売者は嘔吐、吐き気、下痢の症状をMMSが機能しているためであるとするが、単にMMSの毒性である。
2009年12月、ベルギーのPoison Control Centreから欧州中毒センター臨床毒物学者協会（European Association of Poisons Centres and Clinical Toxicologists）へ警戒情報が発せられた。それへのレスポンスとして2010年3月にフランスのComité de coordination de toxicovigilanceによって毒性評価が行われ、用量依存的な刺激性と毒性の可能性に対する警告が行われた。また、重症疾患の患者がこの代替治療を支持して治療をやめようとする可能性があるとnの警告が行われた。
同様の通知は2010年7月にFDAからも発せられ、亜塩素酸ナトリウム溶液と酸（柑橘類の果汁など）の混合によって調製されるMMSは「繊維製品の脱色や工業用水の処理に用いられる強力な漂白剤」である二酸化塩素を発生させるものであるとの警告がなされた。MMS摂取後の重篤な吐き気、嘔吐、そして脱水による危険な低血圧などが報告されたため、FDAは消費者にこの製品の使用をやめ、すぐに廃棄するよう助言した。FDAは2019年8月にも別の警告を発表し、MMSの摂取で引き起こされた病気が報告され続けていることを明らかにした。
MMSはいかなる疾患の治療にも承認されておらず、アメリカ合衆国環境保護庁によると、低用量の二酸化塩素への慢性的な曝露は生殖機能と神経発達に障害を引き起こす可能性がある。二酸化塩素のヒトへの影響の研究はほとんどなされていないが、動物実験は多く行われている。サルの1種グリベット（Grivet）では、二酸化塩素は6ヶ月で甲状腺の機能不全とCD4陽性T細胞数の減少をもたらすことが示されている。ラットでは、飲水中100 mg/Lの二酸化塩素の曝露によって3ヶ月で赤血球数の減少がみられた。アメリカ合衆国労働省は二酸化塩素の吸入による職業曝露を0.1 ppmに制限しており、ラットは10日間の10 ppmの曝露で死亡し、事故によって19 ppmに曝された労働者が死亡している。同省によると、「二酸化塩素はヒトの呼吸器と眼に対する重度の刺激性がある」とされている。

### COVID-19の世界的流行
2019年末から始まった新型コロナウイルス感染症の世界的流行では、Qアノンの支持者がMMSを治療薬として宣伝した。2020年4月にはMMSの販売グループの30人がドナルド・トランプ米国大統領にCOVID-19の万能薬であるとしてその効用をアピールする手紙を送った。大統領は後日、会見において「殺菌剤」を紹介したが、専門家から批判を受けた。
ボリビアのコチャバンバ市では、COVID-19治療薬としてMMSの使用が解禁されたが2020年7月までに10件の中毒が報告された。

## 調査
2015年にBBC Londonは、自閉症者の家族を装ったレポーターがMMSについての潜入調査を行った。BBCのレポーターは、アメリカ合衆国のGenesis II Churchと関係のある自称レオン・エドワーズ師（"reverend" Leon Edwards）から亜塩素酸ナトリウムと塩酸を含む2つのボトルを販売された。エドワーズはレポーターに対し、がん、HIV、マラリア、自閉症、アルツハイマー病を含む、ほぼすべての病気をこれらの液体で治癒することができると語った。彼は赤ちゃんには毎日27滴投与するよう勧めた。後の研究室での分析では、どちらのボトルの溶液とも表示よりも高い濃度であることが判明した。エドワーズはレポーターに語った。
「私は眼、鼻、耳に投与し、入浴し、飲み、肺で呼吸した。尻への注射も行った」
アメリカABCニュースとKABC-TVは2016年にMMS現象について調査を行い、がん、パーキンソン病、小児自閉症を含む疾患の治療薬としてMMSを宣伝する南カリフォルニアを中心とした「地下ネットワーク」の存在を暴露した。
2018年1月、イギリスでは少なくとも6つの警察がMMSの使用について調査を行ったが、使用され続けている状態である。イギリス医薬品・医療製品規制庁と食品基準庁のスポークスパーソンは繰り返しMMS製品の使用の危険性を警告している。
2019年のガーディアン紙の報告によると、ウガンダ政府は国内でのMMS投与の調査を行っている。
2019年の夏には、Genesis II Church of Health and Healingはチリ、エクアドル、南アフリカ、ニュージーランドでMMSを宣伝するセミナーを開催した。アメリカのニューヨーク州でも、FDAが人々に製品についての警告を行った1週間後に開催が予定されていた。

## 裁判
シカゴの元住民で現在はメキシコに居住しているケリー・リベラ（Kerri Rivera）は、彼女が今後イリノイ州内で有毒な二酸化塩素または「CD」の使用を宣伝しないよう記した書類への署名を行うことをイリノイ州司法長官から要求された。リベラが署名した契約書では「被告（リベラ）は、自閉症の治療における二酸化塩素の使用に関して根拠のない健康上・医療上の主張を行った。被告は二酸化塩素が自閉症の治療となるという自身の主張を支持する有効で信頼性のある科学的エビデンスを欠いていた。自閉症の治療における二酸化塩素の使用に関する根拠のない健康上・医療上の主張を宣伝した被告の行為は、Consumer Fraud Actの第2節に抵触する」とされた。契約書ではリベラはセミナーでの講演、自閉症治療のための二酸化塩素や類似物質の販売が禁止された。しかし、リベラはフェイスブックのページ（現在は閲覧不可）やウェブサイトを開いており、自閉症児への有毒な二酸化塩素製剤の浣腸による注入を宣伝し、児童が排出する腸の内壁や膜について、それらは寄生虫によるもの（ロープワームを参照）であるという明らかに虚偽の主張を行っている。司法長官リサ・マディガンはこの訴訟に関し「人々、それも完全な偽医者の人たちが非常に危険な化学物質を子供に与えるよう、そこらで宣伝しているという困った状況にある...有毒な化学物質、漂白剤を注入することはあなたの子供を治癒することはない」と説明した。リベラは新生児や幼児、そしてより大きな子供に対し、二酸化塩素の浣腸で治療を行うことを主張し、子供たちに溶液を飲んで溶液に入浴するよう求めている。
シアトル周辺をターゲットとして、オーストラリア人のカップルによってMMSの治療薬としての宣伝が行われた。彼らは虚偽の証拠、写真、シアトルの住所を用いてウェブサイトを運営し、秘密の治療法が書かれているとされるダウンロード可能な冊子を宣伝するとともに、「MMS Professional」というブランド名で「水質浄化剤」とラベルされたボトルを販売している。ワシントン州司法当局はオーストラリア競争・消費者委員会（ACCC）とともに訴訟を行い、40,000米ドル以上の和解金を確保した。約25,000ドルは州の裁判費用に充てられ、14,000ドルは200人の消費者へ分配される。ACCCの訴訟では、裁判長はこの治療法を偽医療であると説明し、ウェブサイトでの主張を「虚偽で、誤解を招き、詐欺的である」と判断した。
オーストラリアのマッカイの女性は、無資格でMMSを患者に注入し2,000豪ドルを請求した。施術は適切な滅菌設備のない彼女のガレージで行われ、化学療法を行わないよう助言する一方、「不誠実にも彼女の主張の科学的根拠のない利点を宣伝した」。クイーンズランド州公正取引委員会（Office of Fair Trading）は、彼女に「彼女ががんに苦しむ人に対して治療、治癒を行ったり、便益を与えたりできるといういかなる主張も行う」ことを禁止する裁判所命令を言い渡し、裁判費用12,000豪ドルを請求した。
2015年5月28日、アメリカの連邦陪審はルイス・ダニエル・スミス（Louis Daniel Smith）が共謀、密輸、不正表示された薬剤の販売、MMSの売り上げに関するアメリカ合衆国に対する詐欺で有罪の判断を下した。裁判で示された証拠によると、スミスは政府に気づかれずに亜塩素酸ナトリウムを入手して輸入するため、偽の「水質浄化」「汚水処理」ビジネスを作り出した。2015年10月28日、スミスは4年3ヶ月の懲役刑が宣告され、その後3年間監視下に置かれることとなった。スミスへの宣告にもかかわらず、Genesis II Church of Health & Healingはアメリカを含む多くの国でMMSの販売と使用の宣伝を続けている。ワシントン・ポスト紙の記事では、Genesis II Church of Health & Healingの司教Floyd JerredはMMSについて「私がそれに関して話しているだけであり、ただの教育である」、スミスの有罪判決について「彼らが私を閉じ込めたとしても、私は体外離脱の方法を知っている。私はどこへでも行けるし、何でも見たいもの見ることができる」と語ったと引用された。
2020年4月17日、アメリカ合衆国司法省は、フロリダ州の宗教団体「健康と癒しのジェネシスII教会」対して化学物質（MMS）の販売をやめるようフロリダ州の連邦裁判所に求め、裁判所は宗教団体に対して販売の一時差し止め命令を出した。宗教団体は、アルツハイマー病、自閉症、脳腫瘍、後天性免疫不全症候群、多発性硬化症などのほか2019新型コロナウイルスに関連する病気の治療などに役立つと主張していた。

## アフリカでの使用

### カメルーン
2018年、ドイツ・デュッセルドルフのハインリッヒ・ハイネ大学のEnno Freyeによる研究において、カメルーンの500人のマラリア患者に対して二酸化塩素を用いた試験が行われ、「マラリアの治療に有望な新たなアプローチ」となることが見いだされたとの主張が行われた。2019年5月にガーディアン紙は大学に接触を行い、研究のレビューが行われ、それが「科学的に無価値で矛盾しており、一部は倫理的問題がある」ことが判明したこと、Freyeは「肩書が求める責任と信頼を大きく損ねた」として学部の臨時教授（Apl. Prof.）の肩書を剥奪され、現在大学には勤務していないことが語られた。2019年8月、発表を行ったジャーナルのエディターらはこの研究はおそらく実施されていないという結論を出し、研究はジャーナルによって撤回された。

### ウガンダ
2019年5月、ガーディアン紙はアメリカ人牧師ロバート・ボールドウィン（Robert Baldwin）がウガンダで約1200人の聖職者を「訓練」し、MMSを「魔法の治療」として配布していることを報告した。各聖職者は、礼拝参加者約50人へMMSを与えていると推定される。ニュージャージー州出身のボールドウィンは大量の亜塩素酸ナトリウムとクエン酸を輸入しており、これらはMMSの原料である。ボールドウィンは、自身が設立したministryであるGlobal Healingを指揮し、「全能の神の力を...生命の損失を大きく減らすために」利用するとしている。ボールドウィンは「魔法の治療」を広めるためのインセンティブとして聖職者らにスマートフォンを与えている。ガーディアン紙がボールドウィンに接触したところ、「我々は人々を助けるために自然治癒療法を利用している――それはキリスト教徒がすることだ」と語った。ガーディアン紙がアフリカで投与されている漂白剤の量について尋ねた後、ボールドウィンは電話を切った。
偽医療に反対する活動を行っているFiona O'Learyはボールドウィンの電話の録音とされるものをガーディアン紙に提供した。そこで彼は「MMSへ注意を引くと、政府や製薬会社とトラブルを起こす危険性がある。目立たずにやる必要がある。それが私が教会を通して始めた理由だ。アメリカとヨーロッパは（アメリカの）FDAにコントロールされているため、自由に人々を治療することができないようずっと厳しい法律がある。それが私が発展途上国で働いている理由だ。...貧しい国の人々は豊かな国の我々のような選択肢を持っていない――彼らは神が彼らに与える恩恵をはるかに喜んで受ける」と語った。さらにボールドウィンは「私は自分を守るため、『MMS』とは呼ばず『healing water』と呼んでいる...フェイスブックには『MMS』を認識するアルゴリズムが存在する」と語ったとされる。
イギリス・ベッドフォードシャーのArlesey出身の元透視能力者サム・リトル（Sam Little）は、ボールドウィンのネットワークに資金を提供している。リトルはガーディアン紙に対し、MMSはウガンダの人々を「助けている」と語った。「我々はマラリアだけでなく、がんやHIV、あらゆる種類のたくさんの人々を治癒してきた。」リトルは彼の家族が「MMSでがんが治癒した」ことでMMSに対する関心が生じたと語った。「私はオンラインで研究を始め、人々が治癒しているビデオをますますたくさん見た。そのときに私はマラリアを自分で試すと決心し、アフリカへ旅した。」しかし、彼は「試験のために人々をモルモットのように利用しているのではない」とも語った。